# Amaury Leveaux
 (février 2023).
Pour les articles homonymes, voir Amaury et Leveaux.
Amaury Leveaux, né le 2 décembre 1985 à Delle (Territoire-de-Belfort), est un nageur français spécialiste des épreuves de sprint, en nage libre et en papillon, dont la carrière internationale s'étend de 2004 à 2013.
Multiple médaillé aux championnats d'Europe de natation, il a détenu le record du monde du 100 m nage libre en petit bassin (44 s 94) de 2008 à 2021 avant d'être surpassé par Kyle Chalmers (44 s 84) . Aux Jeux olympiques de Pékin, en août 2008, il est médaillé d'argent du relais 4 × 100 m et sur 50 m nage libre. Après un passage à vide (il ne se qualifie pas pour les championnats du monde 2011 à Shanghai), il rejoint le Lagardère Paris Racing et Philippe Lucas puis se qualifie sur quatre épreuves pour les Jeux olympiques de Londres, lors des championnats de France à Dunkerque en mars 2012 : le 50 m, le 200 m et les relais 4 × 100 m et 4 × 200 m nage libre. Il remporte le titre de champion olympique du relais 4 × 100 mètres nage libre avec ses coéquipiers  Fabien Gilot, Yannick Agnel et Clément Lefert le 29 juillet 2012 lors de ces Jeux.
Amaury Leveaux prend sa retraite sportive en 2013, mais cinq ans plus tard, en septembre 2018, il annonce son intention de reprendre la compétition dans la perspective des Jeux de Tokyo 2020, avec le titre olympique sur 50 m nage libre comme objectif.

## Biographie

### Carrière sportive
En 2003, à Glasgow, Amaury Leveaux s'illustre dans les catégories juniors en remportant notamment deux titres de vice-champion d'Europe sur 100 m nage libre et 100 m papillon. Sacré à plusieurs reprises champion de France juniors, Leveaux dispute aussi les championnats de France seniors et s'y distingue même en remportant une médaille d'argent sur 50 m papillon en 2003 à Saint-Étienne.
En 2004, le nageur remporte son premier titre de champion de France senior en gagnant le 200 m nage libre (il termine aussi deuxième sur 100 m nage libre). Quelque temps plus tard, le nageur connaît sa première sélection en équipe de France à l'occasion des championnats d'Europe organisés à Madrid. Leveaux y remporte deux premières médailles internationales, en bronze, au sein des relais 4 × 100 et 4 × 200 m nage libre. Également cinquième du 200 m nage libre, Amaury Leveaux bat le premier record de France de sa carrière en 1 min 48 s 80. Trois mois plus tard, il participe aux Jeux olympiques d'Athènes en tant que membre des relais français 4 × 100 et 4 × 200 m nage libre. Sur la première épreuve, Leveaux ne nage que les séries éliminatoires tandis qu'il obtient une septième place finale sur le relais 4 × 200 m.
Vice-champion de France du 100 m nage libre en 2005, Leveaux se distingue dans cette épreuve à l'occasion des championnats du monde organisés à Montréal en juillet. Le nageur se qualifie en effet pour la finale où il finit huitième et dernier. En 2006, le Belfortain s'impose au niveau national sur 100 m papillon puis au niveau continental en devenant vice-champion d'Europe en grand bassin à Budapest (derrière l'Ukrainien Andriy Serdinov).
Après une année 2007 sans grande performance chronométrique, 2008 marque l'affirmation du nageur en nage libre puisqu'il signe des performances de niveau mondial à l'occasion des championnats de France sélectifs pour les Jeux olympiques d'été de 2008. Sur 50 m nage libre, le nageur s'impose en finale sur l'ancien détenteur du record du monde Alain Bernard, à qui il subtilise le record d'Europe en 21 s 38. Plus encore, Leveaux réalise alors la seconde performance de l'histoire à un dixième de seconde du recordman du monde Eamon Sullivan. À l'image de son record de France sur 200 m en 1 min 46 s 54, Leveaux améliore considérablement ses performances chronométriques lors de ces championnats en passant notamment de 22 s 61 à 21 s 38 sur 50 m nage libre ou de 49 s 18 à 48 s 38 sur 100 m nage libre. Quatrième de la finale du 100 m, il obtient une place dans le relais olympique français 4 × 100 m nage libre, une équipe en pleine émulation grâce aux performances d'Alain Bernard, détenteur du record du monde du 100 m. D'ailleurs, Leveaux, Bernard, Fabien Gilot et Frédérick Bousquet battent le record d'Europe du 4 × 100 m nage libre le 19 juin 2008 lors de l'Open de Paris de natation. Avant les championnats de France, Leveaux s'était distingué au niveau international lors des championnats d'Europe en remportant l'argent sur 200 m nage libre.
Lors des Jeux olympiques à Pékin le nageur français s'illustre en remportant deux médailles d'argent. La première est enlevée au titre du relais 4 × 100 m nage libre français battu de justesse par le quatuor américain. Aligné en tant que premier relayeur, Leveaux et ses coéquipiers battent le record d'Europe de l'épreuve. Plus tard, le Français remporte une seconde récompense en prenant la deuxième place du 50 m nage libre en s'intercalant entre le Brésilien César Cielo et son compatriote Alain Bernard.
Le 6 décembre 2008, à l'occasion des Championnats de France en petit bassin disputés à Angers, Amaury Leveaux bat le premier record du monde de sa carrière en gagnant le 50 m papillon en 22 s 29. En nage libre, le nageur termine deux fois deuxième sur 50 et 100 m tout en améliorant ses meilleurs temps personnels. Quelques jours plus tard, lors des Championnats d'Europe en petit bassin organisés à Rijeka en Croatie, le nageur français confirme ses performances en décrochant quatre titres et en battant quatre nouveaux records du monde. Ainsi, le premier jour de la compétition, après avoir battu le record du monde du 50 m nage libre en demi-finale (20 s 48), il remporte la finale et le premier titre international de sa carrière devant son compatriote Frédérick Bousquet. Dès les séries, Leveaux s'était déjà emparé du record d'Europe en 20 s 80. Par la suite, le Français améliore à deux reprises le record du monde du 100 m nage libre – 45 s 12 puis 44 s 94 – et remporte un deuxième titre européen en reléguant à près d'une seconde son dauphin Fabien Gilot et à plus d'une seconde et demie l'Italien Filippo Magnini. Lors de la finale, il devient en outre le premier nageur à parcourir un 100 m nage libre en petit bassin en moins de 45 secondes. Après avoir amélioré son propre record du monde du 50 m papillon en séries (22 s 18), il s'impose moins aisément en finale devant le Serbe Milorad Čavić (22 s 36). Enfin, en clôture des championnats, il participe à la finale du relais 4 × 50 m nage libre aux côtés des traditionnels Bernard, Gilot et Bousquet. Troisième relayeur, il devient le premier à nager un 50 m lancé en petit bassin en moins de 20 s – 19 s 93 – avant que Bousquet, finisseur, ne fasse encore mieux (19 s 87). Les Français battent la meilleure performance de l'histoire établie le matin même en séries tandis que Leveaux enlève une quatrième médaille d'or.
Amaury Leveaux signe son retour sur la scène internationale lors des Championnats d'Europe de natation 2012 organisés à Debrecen (Hongrie). Il prend part au relais 4 × 100 mètres composé d’Alain Bernard, Frédérick Bousquet et Jérémy Stravius. Il permet, en tant que premier relayeur, au relais français de devenir champion d’Europe pour la première fois de son histoire. Il glane également une superbe médaille d’argent au 200 mètres nage libre (1 min 47 s 69) derrière l'Allemand Paul Biedermann.
Lors des Jeux olympiques d'été de 2012 à Londres, il est le premier relayeur du relais 4 × 100 m nage libre français qu'il lance parfaitement dans un temps de 48 s 13. Ses compatriotes Fabien Gilot, Clément Lefert et Yannick Agnel finissent le travail pour s'imposer devant le relais américain. Quelques jours plus tard, Amaury Leveaux est éliminé en série du 50 m nage libre, distance sur laquelle il avait été médaillé aux Jeux olympiques de Pékin en 2008.
Le 28 juillet 2013, à l'occasion des Championnats du monde de 2013 il participe au séries du relais 4 × 100 m nage libre, à la suite de la victoire de l'équipe de France en finale il devient lui aussi champion du monde.
À l'automne 2013, Amaury Leveaux déclare qu'il prend une « année sabbatique ». Puis, le 9 décembre, il annonce qu'il a décidé d'arrêter définitivement sa carrière de haut niveau : « C’est le moment de dire stop. Il est temps de faire autre chose maintenant ». Il se retire avec un des plus beaux palmarès de la natation française, avec notamment quatre médailles olympiques et quatre médailles aux championnats du monde.  
Le 17 septembre 2018, Amaury Leveaux alors âgé de 32 ans, annonce son retour à la compétition. « Mon but, c’est la médaille d’or olympique à Tokyo. Je reviens parce que je kiffe la natation. Je n’ai pas l’impression d’avoir mis un point final. Il reste un truc, un vide, il faut que je le remplisse. », explique-t-il. Il part s'entraîner à l'université du Sud de la Californie avec Dave Salo, coach en chef de la natation, avec comme objectif de remporter la médaille d'or sur 50 m nage libre aux Jeux olympiques de Tokyo 2020
Il annonce mi-2020 rejoindre le MON, son club d'origine.
En septembre 2020, il profite du forfait des Australiens bloqués par la pandémie de Covid-19 pour intégrer l'ISL, l'International Swimming League, qui va organiser sa deuxième saison entre octobre et décembre 2020, dans une formule condensée, en raison des restrictions sanitaires qui ont eu lieu au cours de l'année. C'est la première participation d'Amaury Leveaux à l'ISL, qui a été recruté par la franchise des London Roar pour disputer l'épreuve.

### Activités médiatiques
Amaury Leveaux est consultant sur la chaîne beIN Sports pour l'émission Sportnight de février 2014 à l'arrêt de l'émission en octobre 2014.[réf. souhaitée]
Depuis 2013, il participe aux Grandes Gueules du Sport sur RMC.[réf. souhaitée]
Son autobiographie de sportif, intitulée Sexe, drogue et natation, sort en avril 2015,.
En janvier 2016, il rejoint l'équipe des chroniqueurs de l'émission Touche pas à mon sport présentée par Estelle Denis sur D8.
En mars 2016, il fait partie des candidats de la saison 6 de l'émission de poker La Maison du bluff sur NRJ 12.
En décembre 2017, il participe au tournage de l'émission The Island Célébrités pour la chaine M6.[réf. souhaitée]

### Lancement de la plateforme Spantale
En octobre 2021, Amaury Leveaux décide de lancer Spantale.io, une plateforme numérique de sponsoring sportif. Déplorant le manque de moyens de certains sportifs, son but est de financer les actuels et futurs sportifs du monde entier en créant un outil leur permettant de pouvoir vivre tout en pratiquant leur discipline à haut niveau.

## Style
Profitant de sa grande taille – 2,02 m – mais aussi de ses performances dans les phases de coulées et des virages, Amaury Leveaux se distingue dans les compétitions disputées en petit bassin. En effet, dans un bassin de 25 mètres, le nombre de virages et donc de coulées est plus important qu'en grand bassin de 50 mètres pour effectuer une distance donnée. Le nageur français profite ainsi au maximum des distances réglementaires de coulées fixées à 15 m en ondulant au maximum ses mouvements.

## Palmarès

### Jeux olympiques
- Jeux olympiques de 2008 à Pékin (Chine) :
  -  Médaille d'argent au titre du relais 4 × 100 m nage libre.
  -  Médaille d'argent du 50 m nage libre.

- Jeux olympiques de 2012 à Londres (Grande-Bretagne) :
  -  Médaille d'or au titre du relais 4 × 100 m nage libre.
  -  Médaille d'argent au titre du relais 4 × 200 m nage libre (RF).

### Championnats du monde
- Championnats du monde de 2007 à Melbourne (Australie) :
  -  Médaille de bronze du relais 4 × 100 m nage libre.
- Championnats du monde de 2009 à Rome (Italie) :
  -  Médaille de bronze du 50 m nage libre.
  -  Médaille de bronze du relais 4 × 100 m nage libre.
- Championnats du monde de 2013 à Barcelone (Espagne) :
  -  Médaille d'or au titre du relais 4 × 100 m nage libre[Note 1].

### Championnats d'Europe
| - Championnats d'Europe 2004 à Madrid (Espagne) : - Médaille de bronze au titre du relais 4 × 100 m nage libre. - Médaille de bronze au titre du relais 4 × 200 m nage libre. - Championnats d'Europe 2006 à Budapest (Hongrie) : - Médaille d'argent du 100 m papillon - Médaille de bronze au titre du relais 4 × 100 m nage libre. - Championnats d'Europe 2008 à Eindhoven (Pays-Bas) : - Médaille d'argent du 200 m nage libre. - Championnats d'Europe 2010 à Budapest (Hongrie) : - Médaille d'argent au titre du relais 4 × 100 m nage libre. - Championnats d'Europe 2012 à Debrecen (Hongrie) : - Médaille d'or au titre du relais 4 × 100 m nage libre. - Médaille d'argent du 200 m nage libre. | - Championnats d'Europe en petit bassin 2007 à Debrecen (Hongrie) : - Médaille d'argent au titre du relais 4 × 50 m nage libre. - Championnats d'Europe en petit bassin 2008 à Rijeka (Croatie) : - Médaille d'or du 50 m nage libre. - Médaille d'or du 100 m nage libre. - Médaille d'or du 50 m papillon. - Médaille d'or au titre du relais 4 × 50 m nage libre. - Championnats d'Europe en petit bassin 2009 à Istanbul (Turquie) : - Médaille d'or du 100 m nage libre. - Médaille d'or au titre du relais 4 × 50 m nage libre. - Médaille de bronze au titre du relais 4 × 50 m 4 nages. - Championnats d'Europe en petit bassin 2011 à Szcecsin (Pologne) : - Médaille d'argent du 50 m papillon - Championnats d'Europe en petit bassin 2012 à Chartres (France) : - Médaille d'or au titre du relais 4 × 50 nage libre |

### Divers
- Championnats de France en grand bassin :

| - 2003 : 2e sur 50 m papillon. - 2004 : 1er sur 200 m nage libre, 2e sur 100 m nage libre. - 2005 : 1er sur 200 m nage libre, 2e sur 100 m nage libre. - 2006 : 1er sur 100 et 200 m nage libre, sur 100 m papillon. - 2007 : 2e sur 200 m nage libre et 100 m papillon. - 2008 : 1er sur 50 et 200 m nage libre. - 2009 : 3e sur 50 m nage libre. - 2011 : 3e sur 50 m papillon. - 2012 : 1er sur 50 m papillon et sur 50 m nage libre, 2e sur 200 m nage libre. | 8 titres individuels de champion de France 17 médailles individuelles. |

- Médaille de bronze sur 200 m nage libre aux Jeux Méditerranéens 2005 à Almeria.

## Records

### Records personnels
Ces tableaux détaillent les records personnels d'Amaury Leveaux en grand et petit bassin au 13 décembre 2008. L'indication RM signifie que le record personnel du Français constitue l'actuel record du monde de l'épreuve, RE l'actuel record d'Europe, RF l'actuel record de France.
| Épreuve          | Temps         | Compétition                 | Lieu                | Date       |
| 50 m nage libre  | 21 s 25       | Championnats du monde 2009  | Rome, Italie        | 01/08/2009 |
| 100 m nage libre | 47 s 76       | Jeux olympiques de 2008     | Pékin, Chine        | 10/08/2008 |
| 200 m nage libre | 1 min 46 s 54 | Championnats de France 2008 | Dunkerque, France   | 21/04/2008 |
| 400 m nage libre | 3 min 48 s 99 | Open de Paris               | Paris, France       | 17/06/2008 |
| 50 m papillon    | 22 s 94       | Championnats de France 2009 | Montpellier, France | 22/04/2009 |
| 100 m papillon   | 52 s 76       | Championnats d'Europe 2006  | Budapest, Hongrie   | 05/08/2006 |

| Épreuve          | Temps         | Compétition                | Lieu              | Date       |
| 50 m nage libre  | 20 s 48       | Championnats d'Europe 2008 | Rijeka, Croatie   | 11/12/2008 |
| 100 m nage libre | 44 s 94 RM    | Championnats d'Europe 2008 | Rijeka, Croatie   | 13/12/2008 |
| 200 m nage libre | 1 min 43 s 90 | Championnats d'Europe 2005 | Trieste, Italie   | 11/12/2005 |
| 50 m papillon    | 22 s 18       | Championnats d'Europe 2008 | Rijeka, Croatie   | 14/12/2008 |
| 100 m papillon   | 50 s 79       | Championnat d'Europe 2011  | Szczecin, Pologne | 09/12/2011 |

### Records du monde battus
| Épreuve                          | Temps   | Compétition                 | Lieu            | Date       |
| 50 m nage libre en petit bassin  | 20 s 48 | Championnats d'Europe 2008  | Rijeka, Croatie | 11/12/2008 |
| 100 m nage libre en petit bassin | 45 s 12 | Championnats d'Europe 2008  | Rijeka, Croatie | 12/12/2008 |
| 100 m nage libre en petit bassin | 44 s 94 | Championnats d'Europe 2008  | Rijeka, Croatie | 13/12/2008 |
| 50 m papillon en petit bassin    | 22 s 29 | Championnats de France 2008 | Angers, France  | 06/12/2008 |
| 50 m papillon en petit bassin    | 22 s 18 | Championnats d'Europe 2008  | Rijeka, Croatie | 14/12/2008 |

## Récompenses et distinctions

### Décorations
- Chevalier de la Légion d'honneur en 2013[16].
- Officier de l'ordre national du Mérite en 2008[17].

## Publication
- Amaury Leveaux, Sexe, drogue et natation : Un nageur brise l'omerta, éditions Fayard, 28 avril 2015, 256 p. (ISBN 978-2-213-68772-8 et 2-213-68772-2, lire en ligne)